# Beaufortia orbifolia
Beaufortia orbifolia är en myrtenväxtart som beskrevs av Ferdinand von Mueller. Beaufortia orbifolia ingår i släktet Beaufortia och familjen myrtenväxter. Inga underarter finns listade i Catalogue of Life.

## Bildgalleri

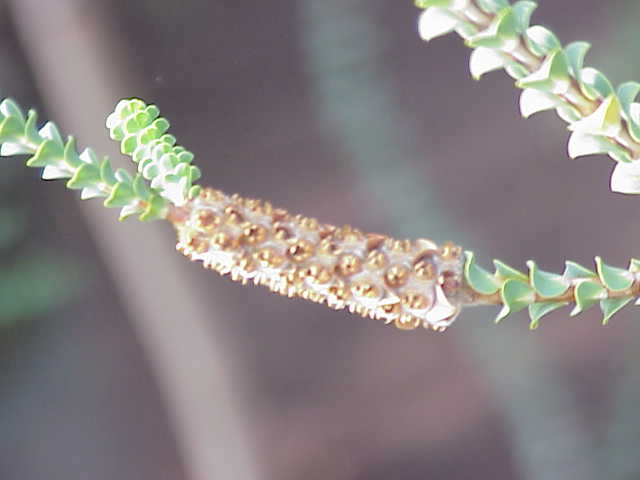
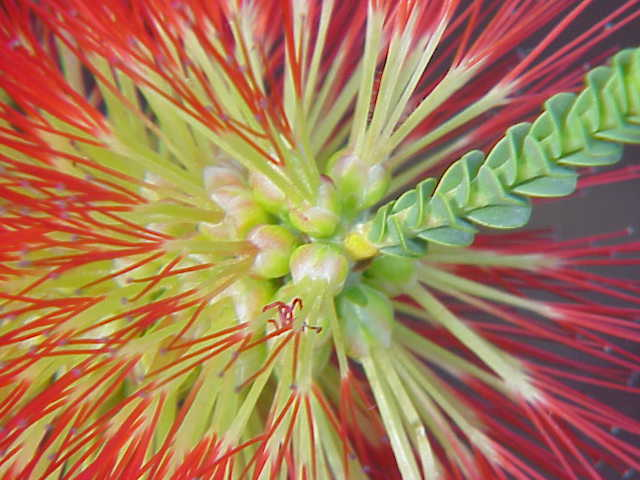
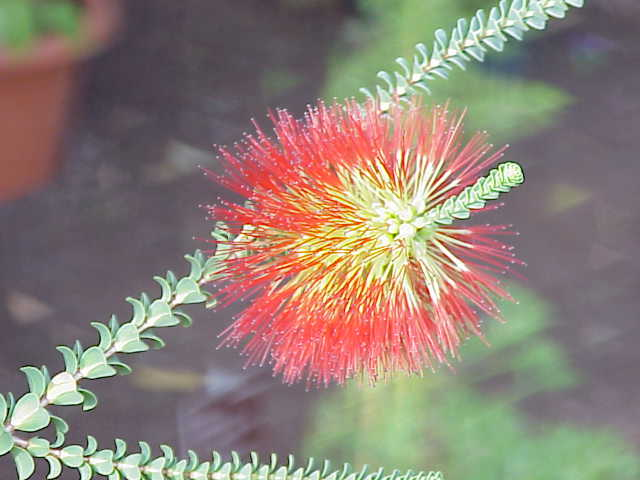
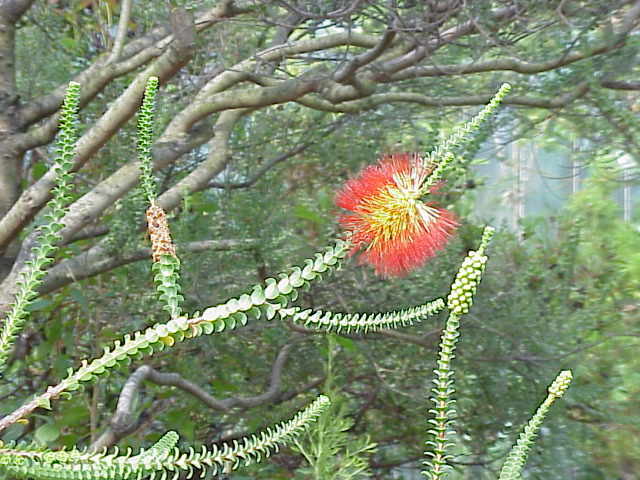